# 1922 en rugby à XV
Cette page présente les faits marquants de l'année 1922 en rugby à XV : les principales compétitions et évènements liés au rugby à XV et rugby à sept ainsi que les naissances et décès de grandes personnalités de ce sport.

## Principales compétitions
- Currie Cup (du ?? 1921 au ?? 1922)
- Championnat de France (du ?? 1921 au 23 avril 1922)
- Tournoi des Cinq Nations (du 2 janvier au 8 avril 1922)

## Événements

### Avril
- 8 avril : le pays de Galles gagne le Tournoi en 1922 en remportant trois matchs et en concédant un match nul.
- 23 avril : le Stade toulousain remporte le championnat de France en battant l'Aviron bayonnais sur le score de 6 à 0[1].

### Juin
- ? juin : le Gloucestershire est champion des comtés anglais.
- ? juin : Hawke's Bay remporte le Ranfurly Shield, trophée sanctionnant une compétition de rugby à XV ouverte aux équipes de provinces néo-zélandaises.
- ? juin : le Transvaal devient champion d'Afrique du Sud des provinces en s'adjugeant la Currie Cup.

## Principales naissances
- 17 janvier : naissance de Pierre Lauga, international français.
- 18 mars : naissance de Pierre Lavergne, international français.
- 26 mars : naissance d'Hennie Muller, international sud-africain.
- 16 avril : naissance de Rees Stephens, international gallois.
- 18 juillet : naissance de Ray Cale, international gallois.
- 28 novembre : naissance de Robert Soro, international français.
- 23 décembre : naissance de Georges Brun, international français.

## Principaux décès
- 5 mai : décès d'Alec Timms, international écossais.